# Эстарвьель
Эстарвье́ль (фр. Estarvielle, окс. Estarvièla) — коммуна во Франции, находится в регионе Юг — Пиренеи. Департамент — Верхние Пиренеи. Входит в состав кантона Бордер-Лурон. Округ коммуны — Баньер-де-Бигор.
Код INSEE коммуны — 65171.

## География

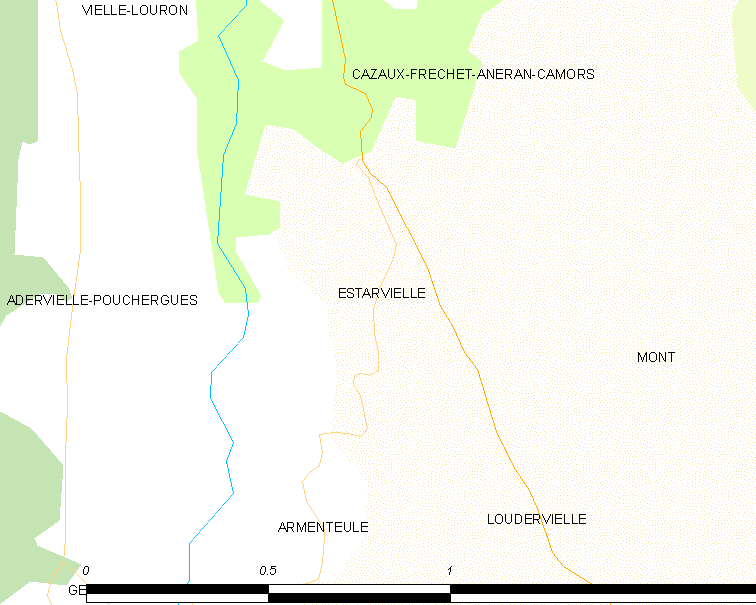
Карта коммуны

Коммуна расположена приблизительно в 690 км к югу от Парижа, в 125 км юго-западнее Тулузы, в 55 км к юго-востоку от Тарба.
На западе коммуны протекает река Нест-дю-Лурон, а на юге — река Пудак (фр. Poudaque).

## Климат
Климат умеренно-океанический с солнечной тёплой погодой и обильными осадками на протяжении практически всего года.

## Население
Население коммуны на 2010 год составляло 31 человек.
| 1962 | 1968 | 1975 | 1982 | 1990 | 1999 | 2010 |
| ---- | ---- | ---- | ---- | ---- | ---- | ---- |
| 48   | 41   | 40   | 39   | 35   | 29   | 31   |

## Администрация
| Период | Период | Фамилия     | Партия | Примечания |
| ------ | ------ | ----------- | ------ | ---------- |
| 2008   | 2020   | Анри Армане |        |            |

## Экономика
В 2010 году среди 22 человек трудоспособного возраста (15-64 лет) 15 были экономически активными, 7 — неактивными (показатель активности — 68,2 %, в 1999 году было 83,3 %). Из 15 активных жителей работали 15 человек (7 мужчин и 8 женщин), безработных не было. Среди 7 неактивных 2 человека были учениками или студентами, 3 — пенсионерами, 2 были неактивными по другим причинам.